# 8749 Бітлз
8749 Бітлз (8749 Beatles) — астероїд головного поясу, відкритий 3 квітня 1998 року і названий на честь славетного рок-гурту The Beatles.
Тіссеранів параметр щодо Юпітера — 3,599.

## Дивись також
- 4147 Леннон
- 4148 Маккартні
- 4149 Харрісон
- 4150 Старр